# Fazliddin G'oibnazarov
Fazliddin G'oibnazarov (anglicizzato come Gaibnazarov; 16 giugno 1991) è un pugile uzbeko.

## Palmarès
- Olimpiadi

Rio de Janeiro 2016: oro nei superleggeri.
- Mondiali dilettanti

Doha 2015: argento nei superleggeri.
- Asiatici

Bangkok 2015: argento nei superleggeri.